# Symplocos euryoides
Symplocos euryoides är en tvåhjärtbladig växtart som beskrevs av Hand.-mazz. Symplocos euryoides ingår i släktet Symplocos och familjen Symplocaceae. Inga underarter finns listade i Catalogue of Life.